# Paropsia grewioides
Paropsia grewioides är en passionsblomsväxtart som beskrevs av Friedrich Welwitsch och Maxwell Tylden Masters. Paropsia grewioides ingår i släktet Paropsia och familjen passionsblomsväxter. Utöver nominatformen finns också underarten P. g. orientalis.